# Retizhe Cove
Die Retizhe Cove (bulgarisch Залив Ретиже Saliw Retische) ist eine 6,2 km lange und 5,8 km breite Bucht an der Südküste der Trinity-Halbinsel an der Spitze der Antarktischen Halbinsel. Sie ist Teil der Duse Bay und wird im Westen durch den Boil Point sowie im Osten durch den Garvan Point begrenzt. 
Deutsche und britische Wissenschaftler nahmen 1996 ihre Kartierung vor. Die bulgarische Kommission für Antarktische Geographische Namen benannte sie am 6. Dezember 2010 nach dem Fluss Retische im Pirin-Gebirge im Südwesten Bulgariens.